# Ладлоу (Кентуккі)
Ладлоу (англ. Ludlow) — місто (англ. city) в США, в окрузі Кентон штату Кентуккі. Населення — 4385 осіб (2020).

## Географія
Ладлоу розташований за координатами 39°5′23″ пн. ш. 84°32′53″ зх. д. / 39.08972° пн. ш. 84.54806° зх. д. (39.089673, -84.547990).  За даними Бюро перепису населення США в 2010 році місто мало площу 3,18 км², з яких 2,25 км² — суходіл та 0,93 км² — водойми.

## Демографія
Згідно з переписом 2010 року, у місті мешкало 4407 осіб у 1830 домогосподарствах у складі 1036 родин. Густота населення становила 1385 осіб/км².  Було 2093 помешкання (658/км²).
Расовий склад населення:
| - 97,3 % — білих - 1,0 % — чорних або афроамериканців - 0,2 % — корінних американців - 0,2 % — азіатів |

До двох чи більше рас належало 1,1 %. Частка іспаномовних становила 1,8 % від усіх жителів.
За віковим діапазоном населення розподілялося таким чином: 24,9 % — особи молодші 18 років, 64,8 % — особи у віці 18—64 років, 10,3 % — особи у віці 65 років та старші. Медіана віку мешканця становила 33,5 року. На 100 осіб жіночої статі у місті припадало 97,7 чоловіків;  на 100 жінок у віці від 18 років та старших — 92,4 чоловіків також старших 18 років.
Середній дохід на одне домашнє господарство  становив 58 518 доларів США (медіана — 44 246), а середній дохід на одну сім'ю — 63 137 доларів (медіана — 54 250). Медіана доходів становила 43 385 доларів для чоловіків та 42 031 долар для жінок. За межею бідності перебувало 25,5 % осіб, у тому числі 42,1 % дітей у віці до 18 років та 0,0 % осіб у віці 65 років та старших.
Цивільне працевлаштоване населення становило 2217 осіб. Основні галузі зайнятості: виробництво — 15,2 %, роздрібна торгівля — 13,5 %, освіта, охорона здоров'я та соціальна допомога — 12,4 %.